# Cephalophyllum spissum
Cephalophyllum spissum är en isörtsväxtart som beskrevs av H.E.K. Hartmann. Cephalophyllum spissum ingår i släktet Cephalophyllum och familjen isörtsväxter. Inga underarter finns listade i Catalogue of Life.